# Terminatorul: Războiul continuă
Terminatorul: Războiul continuă (Terminator: The Sarah Connor Chronicles) este un serial science fiction american, produs de Warner Bros. Television și C2 Pictures. Serialul are la baza franciza de filme Terminator. Urmărește viața personajelor Sarah și John Connor, după evenimentele din Terminatorul 2: Ziua Judecății. Seria a avut premiera pe 13 ianuarie 2008 pe rețeaua de televiziune Fox. Producția executivă a seriei este realizată de producătorii filmelor Terminatorul 2 și Terminatorul 3 și co-președinți C2 Pictures, Mario Kassar și Andrew G. Vajna, vice președintele senior al C2, James Middleton, David Nutter, și Josh Friedman, care este și scenarist.
Serialul a început cu un sezon mai scurt decât era planificat inițial, fiind difuzate nouă episoade din ianuarie până în martie, 2008. A fost cotat cea mai bună serie din sezonul de televiziune 2007-2008 și a fost reînoit pentru un al doilea sezon, care a început a fi difuzat din 8 septembrie 2008.
Pe data de 17 octombrie 2008, Fox și-a dat acordul pentru un al doilea sezon al seriei de 22 episoade.

## Subiect

### Poveste de fundal
La finalul Terminatorul 2: Ziua Judecății, Sarah Connor, fiul ei John și Terminatorul reușesc să distrugă T-1000, precum și brațul robotic și cipul primului Terminator. Terminatorul, la propia cerere, este și el distrus pentru a elimina orice tehnologie din viitor care ar putea fi folosită pentru a crea Skynet. Dar la începutul seriei tv, Sarah și John descoperă că Ziua Judecății nu a fost oprită, ci doar întârziată până în 2011. Acum fugari căutați de lege, ei trebuie să înfrunte și realitatea că alți inamici din viitor ar putea veni după ei.

### Sumar
Acțiunea episodului pilot se desfășoară în 1999 si îi are în centru pe Sarah, fiul ei John, și Cameron, un Terminator care a fost re-programat să-l protejeze pe John. Ei sunt urmăriți de un Terminator (Cromartie) trimis înapoi în timp pentru al asasina pe John, precum și de un agent special al FBI James Ellison, care crede că Sarah este un criminal nebun (pe baza evenimentelor din Terminatorul 2). Sarah are o relație romantică cu un paramedic numit Charley Dixon, dar pune capăt relației pentru a rămâne pe fugă. În timpul episodului pilot, Sarah, John, și Cameron fac un salt temporal spre anul 2007. Cromartie suferă avarii serioase în timp ce încearcă să-i ucidă, și începe să efectueze raparații la endoscheletul și carnea sa artificială, continuând căutarea lui John în 2007. Văzând cât de frustrat este John datorită vieții lor pe fugă, Sarah hotărăște să treacă la ofensivă împotriva Skynet. Dar lumea din 2007 este foarte complexă: descoperă că Skynet a trimis terminatori adiționali înapoi în timp pentru a facilita propria creație, iar mișcarea de rezistență a trimis și ea proprii soldați pentru a o opri. În timp ce caută un computer intuitiv de șah denumit "The Turk", care ar putea fi un precursor al Skynet, ei formează o alianță cu Derek Reese, luptător în rezistență și unchiul lui John.

## Distribuție și personaje
- Lena Headey o interpretează pe Sarah Connor
- Thomas Dekker îl interpretează pe John Connor
- Summer Glau o interpretează pe Cameron Phillips
- Richard T. Jones îl interpretează pe James Ellison
- Brian Austin Green îl interpretează pe Derek Reese, un luptător în Rezistență care este trimis în trecut de viitorul John Connor. El este fratele mai mare al lui Kyle Reese și unchiul paternal al lui John. O cunoaște pe Cameron în viitor, dar nu are încredere în ea. Apare episodic în primul sezon, dar devine un personaj principal în cel de-al doilea sezon.
- Garret Dillahunt îl interpretează pe Cromartie
- Shirley Manson o interpretează pe Catherine Weaver
- Dean Winters îl interpretează pe Charley Dixon
- Leven Rambin o interpretează pe Riley Dawson

## Producție

### Filmare
Majoritatea episodul pilot a fost filmat în Albuquerque, New Mexico. Photography principală a început pe 24 ianuarie 2007 și a durat aproximativ o lună pentru a fi terminat. Următoarele episoade au fost filmare pe un lot al Warner Brothers Studios din Burbank, California, pe un platou de filmare, folosită anterior de Gilmore Girls pentru a reprezenta orașul fictiv, Stars Hollow.

## Difuzare

### Distribuție internațională
| țară           | post TV                            | Zile de difuzare                                                                        |
| -------------- | ---------------------------------- | --------------------------------------------------------------------------------------- |
| Argentina      | Warner Channel Telefe (în curând)  | Marți la 10pm                                                                           |
| Australia      | Nine Network(2008) FOX8            | Vineri la 8:30pm                                                                        |
| Belgia         | VT4 (nl) și La Deux (fr)           | (nl) Luni la 11 pm,(fr) Duminica la 8:25pm                                              |
| Brazilia       | Warner Channel                     | Marți la 10pm                                                                           |
| Bulgaria       | Nova Television                    |                                                                                         |
| Canada en      | A și Space                         | Luni la 8pm și Duminică 9:00pm                                                          |
| Canada fr      | TQS                                | Vineri la 8pm                                                                           |
| Columbia       | Warner Channel                     | Marți la 10:00pm                                                                        |
| Croația        | RTL                                | Miercuri la 9:05pm                                                                      |
| Republica Cehă | TV Prima                           |                                                                                         |
| Ecuador        | Warner Channel                     |                                                                                         |
| Germania       | Premiere și ProSieben              | Luni la 9:15pm începând cu 12 ianuarie, 2009 pe Pro Sieben                              |
| Grecia         | Star Channel                       |                                                                                         |
| Finlanda       | Sub                                | Luni la 9pm, din 10 noiembrie, 2008                                                     |
| Franța         | TMC                                | Marți la 8:45pm, din 12 februarie, 2009                                                 |
| Hong Kong      | TVB Pearl                          | Luni la 10:35pm                                                                         |
| Ungaria        | RTL Klub                           | Marți la 9:20pm, începând cu 3 februarie, 2009                                          |
| India          | AXN                                | Miercuri la 10:00pm                                                                     |
| Italia         | Mediaset Premium și Italia 1       | Marți la 9:10pm                                                                         |
| Irlanda        | TV3 și Virgin1                     |                                                                                         |
| Israel         | HOT-Zone Channel                   | Marți la 16:15pm și 23:00pm și Vineri la 14:45pm                                        |
| America Latină | Warner Channel                     |                                                                                         |
| Olanda         | RTL 5                              |                                                                                         |
| Noua Zeelandă  | TV2                                | Miercuri la 9:30pm (Sezonul 1 & 2) Sezonul 2 a început pe 8 October 2008.               |
| Norvegia       | TV Norge                           |                                                                                         |
| Filipine       | AXN și Crime/Suspense              |                                                                                         |
| Polonia        | AXN și TVP1                        |                                                                                         |
| Portugalia     | RTP1                               |                                                                                         |
| România        | Pro TV                             |                                                                                         |
| Rusia          | RenTV                              | Vineri la 8:00 pm                                                                       |
| Marea Britanie | Virgin1                            | Marți la 9pm, Sezonul 2 a început pe 23 octombrie, 2008. Continuă din 5 februarie, 2009 |
| Singapore      | AXN Asia și MediaCorp TV Channel 5 |                                                                                         |
| Africa de Sud  | M-Net                              |                                                                                         |
| Spania         | Canal Sur Canal 9 și TV3           |                                                                                         |
| Suedia         | Primul sezon: TV3 Sezonul doi: TV6 |                                                                                         |
| Danemarca      | TV-2                               | Series cumpărată, difuzare în curând                                                    |
| Turcia         | CNBC-e                             | Duminica la 09:00 pm                                                                    |
| Ucraina        | ICTV (Ucraina)                     |                                                                                         |
| Chile          | TVN (Chile)                        | Sâmbata la 11:30 pm                                                                     |

### Audiențe
Ratingurile sezoniere (bazate pe numărul total mediu al telespectatorilor pe episod) pentru Terminator: The Sarah Connor Chronicles în Statele Unite:
| Sezon | Interval orar                                   | Premieră sezon    | Final sezon     | TV season | Clasament | Audiență (în milioane) |
| ----- | ----------------------------------------------- | ----------------- | --------------- | --------- | --------- | ---------------------- |
| 1     | Duminică 8:00 p.m. ET (13 Ianuarie)             | 13 ianuarie 2008  | 3 martie 2008   | 2008      | #30       | 11.4                   |
| 1     | Luni 9:00 p.m. ET (14 Ianuarie - 3 Martie)      | 13 ianuarie 2008  | 3 martie 2008   | 2008      | #30       | 11.4                   |
| 2     | Luni 8:00 p.m. ET (8 Septembrie - 15 Decembrie) | 8 septembrie 2008 | 17 aprilie 2009 | 2008-2009 | #71       | 5.79                   |
| 2     | Vineri 8:00 p.m. ET (13 Februarie - 17 Aprilie) | 8 septembrie 2008 | 17 aprilie 2009 | 2008-2009 | #71       | 5.79                   |

Seria a avut premiera în Statele Unite și a fost vizionată de 18.6 milione de telespectatori, în timpul intervalului său orar din 13 ianuarie 2008.

## Premii și nominalizări
Terminator: Războiul continuă a câștigat următoarele premii:
- Saturn Award: Best Supporting Actress on Television, 2007 (Summer Glau)

Seria a fost totodată nominalizată pentru următoarele premii:
- Saturn Award: Best Actress on Television, 2007 (Lena Headey)
- Saturn Award: Best Network Television Series, 2007
- Teen Choice Awards: Choice TV Actress: Action Adventure, 2008 (Summer Glau)
- Teen Choice Awards: Choice TV Breakout Show, 2008
- Teen Choice Awards: Choice TV Breakout Star Female, 2008 (Summer Glau)
- Teen Choice Awards: Choice TV Breakout Star Male, 2008 (Thomas Dekker)
- Teen Choice Awards: Choice TV Show: Action Adventure, 2008
- Primetime Emmy Award: Outstanding Single-Camera Picture Editing for a Drama Series, 2008 (Paul Karasick pentru "Pilot")
- Primetime Emmy Award: Outstanding Special Visual Effects, 2008 (James Lima, Chris Zapara, Lane Jolly, Steve Graves, Rick Schick, Jeff West si Bradley Mullennix pentru "Pilot")
- Primetime Emmy Award: Outstanding Stunt Coordination, 2008 (Joel Kramer pentru "Gnothi Seauton")